# 大村松二郎
大村 松二郎（おおむら まつじろう、1851年〈嘉永4年〉 - 1879年〈明治12年〉12月25日）は、日本の海軍軍人。階級は少佐。政治家の大村益次郎の養子であり、山本藤右衛門の子である。

## 生涯
嘉永4年（1851年）に武士・山本藤右衛門の子として生まれる。大村益次郎の養子となり、益次郎の死後、明治2年（1869年）12月20日に大村家を継ぐ。アメリカ合衆国に留学し、海軍兵学校で学んだ後、明治6年（1873年）にイギリスに留学。プリマスを拠点として学んだ。また（1877年）の西南戦争の初め頃に帰国。神戸において海軍少佐となり、4月16日に従六位に叙される。筑波、次いで乾行に乗船した後、孟春の艦長となる。明治12年（1879年）に勲五等双光旭日章を受章。同年12月25日に海軍病院で病没。享年28。
家督は養子の寛人（元長州藩士・亀山教霖の子）が継ぎ、1888年に子爵に叙された。